# Berardi (famiglia)
I Berardi, noti come Conti dei Marsi o semplicemente come Marsicani, sono stati una delle famiglie nobili abruzzesi più importanti, detentrici del piccolo Stato della contea dei Marsi, di fatto indipendente tra la seconda metà del X secolo e il 1142. La famiglia ha guidato, a fasi alterne, la contea per tre secoli.

## Storia

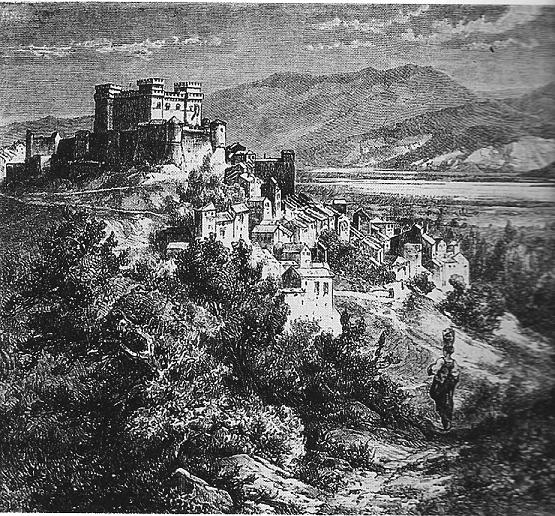
Ritratto ottocentesco del Castello Piccolomini di Celano, una delle tante dimore della casata

I Berardi arrivarono nella Marsica nel 920 con Berardo, soprannominato "il Francisco" a causa della sua origine franca, e nel volgere di alcuni decenni si affermarono come una delle potenze regionali più influenti.
La famiglia discendeva dalla stirpe dei Carolingi: infatti il fondatore Berardo "il Francisco" Berardi era il pronipote diretto dell'imperatore Carlo Magno, come – tra l'altro – ampiamente sostenuto e dimostrato da numerosi storici e genealogisti autorevoli, come Alfano di Salerno, Berardo Candida Gonzaga, Biagio Aldimari, Carlo Borrello, Carlo De Lellis, Cesare d'Engenio Caracciolo, Enrico Bacco, Ferrante della Marra, Filiberto Campanile, Francesco Elio Marchese, Francesco Zazzera, Franco Francesco Zazzara, Giovanni Vincenzo Ciarlanti, Giuseppe Campanile, Giuseppe Recco, Jean-Baptiste de Soliers, Ottavio Beltrano, Scipione Ammirato, Vincenzo Maria Coronelli e il Vurspergense, nonché da alcuni membri della casata stessa, come Leone Marsicano e Teodino dei Marsi.
La casata annoverò tra i suoi membri, spesso identificati con la dicitura "dei Marsi" o "Marsicano", un totale di almeno sei santi e tredici cardinali, numerosi vescovi e innumerevoli possessori di titoli nobiliari e cariche militari e statali.
La zona del loro Stato feudale comprendeva il Fucino e i territori di Celano, abbracciando gran parte del dominio degli antichi Peligni. Nell'XI secolo erano a loro soggette alcune terre poste sulla Val di Sangro e altre della Sabina. I loro feudi furono soggetti al Ducato di Spoleto fino all'850, quando divennero di fatto indipendenti fino al 1142, anno della conquista normanna dei loro territori.
Successivamente gli Orsini e i Colonna si espansero nella Sabina e detronizzarono i Conti dei Marsi; ciononostante, i Berardi riuscirono a mantenere il predominio nella Marsica resistendo ancora per qualche tempo, periodo in cui diedero man forte alla lotta contro i Saraceni che avevano invaso i territori dell'Abruzzo, spingendosi fino all'interno. Fatto sta che i Saraceni non occuparono mai più i territori dei Conti dei Marsi.
Durante la decadenza della contea dei Marsi, i Normanni, approfittando delle rivalità insite nei vari rami della famiglia dei Berardi, riuscirono a conquistarli nel 1142 facendoli lottare l'uno contro l'altro, per poi costringerli alla sottomissione e alla perdita dei loro feudi. I rami principali si estinsero e rimasero così solo i conti di Albe e Celano.
Nel 1212 morì il conte di Albe e Celano Pietro Berardi, che in vita aveva saputo riunire gran parte dei possedimenti della contea dei Marsi, destreggiandosi abilmente nel periodo tra la fine dei Normanni e la minore età del futuro Federico II di Svevia. Egli riuscì in questa fase di vuoto di potere a tornare ad essere un potente feudatario del centro Italia, temuto e rispettato sia dal papa che dai sovrani tedeschi. Quando morì, gli successero a Celano il figlio Riccardo e ad Albe il figlio Tommaso. Quest'ultimo avrebbe voluto avere da subito il potere su Celano, ma la presenza del fratello maggiore impedì il suo piano.
In questo frangente si sposò con Giuditta di Molise, diventando così anche conte del Molise e riuscendo ad acquisire un enorme potere. Nel 1221 morì Riccardo e Tommaso ereditò anche la contea di Celano. Da questo momento, tenendo testa al nuovo imperatore Federico II di Svevia, tentò di restaurare la vecchia contea dei Marsi. Ma la forza e la tenacia di Federico II impedirono il progetto. Federico II combatté in più occasioni Tommaso, ora conte di Celano, che temette in quanto feudatario più potente del Regno di Sicilia, e alla fine di un sanguinoso scontro lo sconfisse, ottenendo la sua resa nel 1223. Tommaso Berardi infatti firmò l'atto di concordia con Federico II nel 1223, decretando il graduale declino della famiglia.
Dalla casata dei Berardi discesero le famiglie Agnone, Albe, Anversa, Avezzano, Balvano, Barile, Barilla, Borrello, Camponeschi, Collepietro, Collimento, De Ponte, Di Sangro, Dragoni, Fossa, Malanotte, Mareri, Ocre, Pagliara, Pietrabbondante, Rivera e Valva, le quali presero tutte il nome dai feudi posseduti.
La famiglia Berardi subita la sconfitta nel 1223 di Tommaso Berardi contro l'imperatore Federico II, viene privata dei suoi feudi marsicani e ci vorranno molti decenni e molta costanza politica prima di ritornare nella Marsica. Ruggero Berardi riesce a riavere il feudo di Celano solo nel 1272 dietro pagamento di una forte somma di denaro al nuovo re Carlo I d'Angiò, mentre i feudi di Albe e Molise sono ormai persi. 
A questo punto i Berardi con costanza e dedizione procedono ad ingrandire e governare il feudo di Celano che manterranno fino alla loro estinzione avvenuta nella linea maschile nel 1422 con Pietro III, mentre per via femminile nella seconda metà dello stesso secolo con Jacovella, andata in sposa nel 1440 a Lionello Accrocciamuro. Governarono, con alterne vicende, la contea di Celano per diversi secoli dal 1142 al 1461. Gli abitanti di Amiterno e Forcona si rivoltarono contro di loro, uccidendone la maggior parte, i restanti furono costretti a ripiegare verso L'Aquila e a rinunciare ai loro possedimenti.
La famiglia Ocre vide la distruzione del castello eponimo, così come successo ai Barile. Altre due famiglie, Borrello e Di Sangro, si rifugiarono rispettivamente in Sicilia e in Puglia, mentre altre ancora preferirono stabilirsi a Rieti e Roma.

## Struttura della casata
|        |        |                   |                   |                |            |                      |                      |           |                         |                                           |                                           |                 |          |       |       |         |         |          |          |
|        |        |                   |                   |                |            |                      |                      |           |                         | Carolingi                                 |                                           |                 |          |       |       |         |         |          |          |
|        |        |                   |                   |                |            |                      |                      |           |                         |                                           |                                           |                 |          |       |       |         |         |          |          |
|        |        |                   |                   |                |            |                      |                      |           |                         |                                           |                                           |                 |          |       |       |         |         |          |          |
|        |        |                   |                   |                |            |                      |                      |           | Berardi Conti dei Marsi | Berardi Conti dei Marsi                   | · Camponeschi ·                           | · Camponeschi · |          |       |       |         |         |          |          |
|        |        |                   |                   |                |            |                      |                      |           |                         |                                           |                                           |                 |          |       |       |         |         |          |          |
|        |        |                   |                   |                |            |                      |                      |           |                         |                                           |                                           |                 |          |       |       |         |         |          |          |
| Mareri | Mareri | Anversa/Di Sangro | Anversa/Di Sangro | Collimento     | Collimento | Collepietro/Pagliara | Collepietro/Pagliara | Albe/Ocre | Albe/Ocre               | Valva                                     | Valva                                     | Avezzano        | Avezzano | Fossa | Fossa | Balvano | Balvano | De Ponte | De Ponte |
|        |        |                   |                   |                |            |                      |                      |           |                         |                                           |                                           |                 |          |       |       |         |         |          |          |
|        |        |                   |                   |                |            |                      |                      |           |                         |                                           |                                           |                 |          |       |       |         |         |          |          |
|        |        |                   | Barile/Barilla    | Barile/Barilla | Rivera     | Rivera               |                      | Celano    | Celano                  | Agnone/Borrello/Malanotte/Pietrabbondante | Agnone/Borrello/Malanotte/Pietrabbondante |                 |          |       |       | Dragoni | Dragoni |          |          |

## Albero genealogico
Di seguito è riportato l'albero genealogico della famiglia dei Berardi, noti come Conti dei Marsi, da Carlo Magno fino al 1388, data in cui si estinse la casata, secondo le ricostruzioni degli storici e genealogisti Cesare d'Engenio Caracciolo, Enrico Bacco, Filiberto Campanile, Francesco Zazzera, Franco Francesco Zazzara ed Ottavio Beltrano:
|         |         |          |          |         |          |          |           |           |           |           |          |          |          |          |          |          |        |        |             |             |          |          |          |          |          |          |                                     |                                     |          |          |          |          |                                                              |                                                              |           |          |                                        |                                        |           |           |          |          |         |         |                                          |                                          |          |                                                                             |                                                                             |                |                   |               |               |           |          |           |           |           |           |          |          |            |            |          |          |           |           |           |           |          |         |           |           |                      |                      |
|         |         |          |          |         |          |          |           |           |           |           |          |          |          |          |          |          |        |        |             |             |          |          |          |          |          |          |                                     |                                     |          |          |          |          |                                                              |                                                              |           |          |                                        |                                        |           |           |          |          |         |         |                                          |                                          |          |                                                                             |                                                                             |                | Carlo Magno       |               |               |           |          |           |           |           |           |          |          |            |            |          |          |           |           |           |           |          |         |           |           |                      |                      |
|         |         |          |          |         |          |          |           |           |           |           |          |          |          |          |          |          |        |        |             |             |          |          |          |          |          |          |                                     |                                     |          |          |          |          |                                                              |                                                              |           |          |                                        |                                        |           |           |          |          |         |         |                                          |                                          |          |                                                                             |                                                                             |                |                   |               |               |           |          |           |           |           |           |          |          |            |            |          |          |           |           |           |           |          |         |           |           |                      |                      |
|         |         |          |          |         |          |          |           |           |           |           |          |          |          |          |          |          |        |        |             |             |          |          |          |          |          |          |                                     |                                     |          |          |          |          |                                                              |                                                              |           |          |                                        |                                        |           |           |          |          |         |         |                                          |                                          |          |                                                                             |                                                                             |                |                   |               |               |           |          |           |           |           |           |          |          |            |            |          |          |           |           |           |           |          |         |           |           |                      |                      |
|         |         |          |          |         |          |          |           |           |           |           |          |          |          |          |          |          |        |        |             |             |          |          |          |          |          |          |                                     |                                     |          |          |          |          |                                                              |                                                              |           |          |                                        |                                        |           |           |          |          |         |         |                                          |                                          |          |                                                                             |                                                                             |                | Pipino d'Italia   |               |               |           |          |           |           |           |           |          |          |            |            |          |          |           |           |           |           |          |         |           |           |                      |                      |
|         |         |          |          |         |          |          |           |           |           |           |          |          |          |          |          |          |        |        |             |             |          |          |          |          |          |          |                                     |                                     |          |          |          |          |                                                              |                                                              |           |          |                                        |                                        |           |           |          |          |         |         |                                          |                                          |          |                                                                             |                                                                             |                |                   |               |               |           |          |           |           |           |           |          |          |            |            |          |          |           |           |           |           |          |         |           |           |                      |                      |
|         |         |          |          |         |          |          |           |           |           |           |          |          |          |          |          |          |        |        |             |             |          |          |          |          |          |          |                                     |                                     |          |          |          |          |                                                              |                                                              |           |          |                                        |                                        |           |           |          |          |         |         |                                          |                                          |          |                                                                             |                                                                             |                |                   |               |               |           |          |           |           |           |           |          |          |            |            |          |          |           |           |           |           |          |         |           |           |                      |                      |
|         |         |          |          |         |          |          |           |           |           |           |          |          |          |          |          |          |        |        |             |             |          |          |          |          |          |          |                                     |                                     |          |          |          |          |                                                              |                                                              |           |          |                                        |                                        |           |           |          |          |         |         |                                          |                                          |          |                                                                             |                                                                             |                | Bernardo d'Italia |               |               |           |          |           |           |           |           |          |          |            |            |          |          |           |           |           |           |          |         |           |           |                      |                      |
|         |         |          |          |         |          |          |           |           |           |           |          |          |          |          |          |          |        |        |             |             |          |          |          |          |          |          |                                     |                                     |          |          |          |          |                                                              |                                                              |           |          |                                        |                                        |           |           |          |          |         |         |                                          |                                          |          |                                                                             |                                                                             |                |                   |               |               |           |          |           |           |           |           |          |          |            |            |          |          |           |           |           |           |          |         |           |           |                      |                      |
|         |         |          |          |         |          |          |           |           |           |           |          |          |          |          |          |          |        |        |             |             |          |          |          |          |          |          |                                     |                                     |          |          |          |          |                                                              |                                                              |           |          |                                        |                                        |           |           |          |          |         |         |                                          |                                          |          |                                                                             |                                                                             |                |                   |               |               |           |          |           |           |           |           |          |          |            |            |          |          |           |           |           |           |          |         |           |           |                      |                      |
|         |         |          |          |         |          |          |           |           |           |           |          |          |          |          |          |          |        |        |             |             |          |          |          |          |          |          |                                     |                                     |          |          |          |          |                                                              |                                                              |           |          |                                        |                                        |           |           |          |          |         |         |                                          |                                          |          |                                                                             |                                                                             | Pipino         | Pipino            | Berardo Conte | Berardo Conte |           |          |           |           |           |           |          |          |            |            |          |          |           |           |           |           |          |         |           |           |                      |                      |
|         |         |          |          |         |          |          |           |           |           |           |          |          |          |          |          |          |        |        |             |             |          |          |          |          |          |          |                                     |                                     |          |          |          |          |                                                              |                                                              |           |          |                                        |                                        |           |           |          |          |         |         |                                          |                                          |          |                                                                             |                                                                             |                |                   |               |               |           |          |           |           |           |           |          |          |            |            |          |          |           |           |           |           |          |         |           |           |                      |                      |
|         |         |          |          |         |          |          |           |           |           |           |          |          |          |          |          |          |        |        |             |             |          |          |          |          |          |          |                                     |                                     |          |          |          |          |                                                              |                                                              |           |          |                                        |                                        |           |           |          |          |         |         |                                          |                                          |          |                                                                             |                                                                             |                |                   |               |               |           |          |           |           |           |           |          |          |            |            |          |          |           |           |           |           |          |         |           |           |                      |                      |
|         |         |          |          |         |          |          |           |           |           |           |          |          |          |          |          |          |        |        |             |             |          |          |          |          |          |          |                                     |                                     |          |          |          |          |                                                              |                                                              |           |          |                                        |                                        |           |           |          |          |         |         |                                          |                                          | Cesareo  | Cesareo                                                                     | Pipino/Linduno                                                              | Pipino/Linduno | Erberto           | Erberto       | Berardo       | Berardo   |          |           |           |           |           |          |          |            |            |          |          |           |           |           |           |          |         |           |           |                      |                      |
|         |         |          |          |         |          |          |           |           |           |           |          |          |          |          |          |          |        |        |             |             |          |          |          |          |          |          |                                     |                                     |          |          |          |          |                                                              |                                                              |           |          |                                        |                                        |           |           |          |          |         |         |                                          |                                          |          |                                                                             |                                                                             |                |                   |               |               |           |          |           |           |           |           |          |          |            |            |          |          |           |           |           |           |          |         |           |           |                      |                      |
|         |         |          |          |         |          |          |           |           |           |           |          |          |          |          |          |          |        |        |             |             |          |          |          |          |          |          |                                     |                                     |          |          |          |          |                                                              |                                                              |           |          |                                        |                                        |           |           |          |          |         |         |                                          |                                          |          |                                                                             |                                                                             |                |                   |               |               |           |          |           |           |           |           |          |          |            |            |          |          |           |           |           |           |          |         |           |           |                      |                      |
|         |         |          |          |         |          |          |           |           |           |           |          |          |          |          |          |          |        |        |             |             |          |          |          |          |          |          |                                     |                                     |          |          |          |          |                                                              |                                                              |           |          |                                        |                                        |           |           |          |          |         |         |                                          |                                          |          |                                                                             | Berardo "il Francisco"                                                      |                |                   |               |               |           |          |           |           |           |           |          |          |            |            |          |          |           |           |           |           |          |         |           |           |                      |                      |
|         |         |          |          |         |          |          |           |           |           |           |          |          |          |          |          |          |        |        |             |             |          |          |          |          |          |          |                                     |                                     |          |          |          |          |                                                              |                                                              |           |          |                                        |                                        |           |           |          |          |         |         |                                          |                                          |          |                                                                             |                                                                             |                |                   |               |               |           |          |           |           |           |           |          |          |            |            |          |          |           |           |           |           |          |         |           |           |                      |                      |
|         |         |          |          |         |          |          |           |           |           |           |          |          |          |          |          |          |        |        |             |             |          |          |          |          |          |          |                                     |                                     |          |          |          |          |                                                              |                                                              |           |          |                                        |                                        |           |           |          |          |         |         |                                          |                                          |          |                                                                             |                                                                             |                |                   |               |               |           |          |           |           |           |           |          |          |            |            |          |          |           |           |           |           |          |         |           |           |                      |                      |
|         |         |          |          |         |          |          |           |           |           |           |          |          |          |          |          |          |        |        |             |             |          |          |          | Rainaldo | Rainaldo |          |                                     |                                     |          |          |          |          |                                                              |                                                              |           |          |                                        |                                        |           |           |          | Teodino  | Teodino |         |                                          |                                          |          | Oderisio                                                                    | Oderisio                                                                    |                |                   |               |               | Berardo   | Berardo  |           |           |           |           |          | Alberico | Alberico   |            |          |          |           |           | Gualtiero | Gualtiero |          |         |           |           | Romana               | Romana               |
|         |         |          |          |         |          |          |           |           |           |           |          |          |          |          |          |          |        |        |             |             |          |          |          |          |          |          |                                     |                                     |          |          |          |          |                                                              |                                                              |           |          |                                        |                                        |           |           |          |          |         |         |                                          |                                          |          |                                                                             |                                                                             |                |                   |               |               |           |          |           |           |           |           |          |          |            |            |          |          |           |           |           |           |          |         |           |           |                      |                      |
|         |         |          |          |         |          |          |           |           |           |           |          |          |          |          |          |          |        |        |             |             |          |          |          |          |          |          |                                     |                                     |          |          |          |          |                                                              |                                                              |           |          |                                        |                                        |           |           |          |          |         |         |                                          |                                          |          |                                                                             |                                                                             |                |                   |               |               |           |          |           |           |           |           |          |          |            |            |          |          |           |           |           |           |          |         |           |           |                      |                      |
|         |         |          |          |         |          |          |           |           |           |           | Oderisio | Oderisio |          |          |          |          |        |        |             |             |          |          | Berardo  | Berardo  |          |          |                                     |                                     |          | Rainaldo | Rainaldo |          |                                                              |                                                              | Allone    | Allone   | Benedetto                              | Benedetto                              |           |           | Berardo  | Berardo  | Erbeo   | Erbeo   |                                          |                                          |          | Linea dei Valva e poi degli/dei Agnone/Borrello/Malanotte/Pietrabbondante · | Linea dei Valva e poi degli/dei Agnone/Borrello/Malanotte/Pietrabbondante · | Teodino        | Teodino           |               |               | Oderisio  | Oderisio |           |           |           | Rainaldo  | Rainaldo |          |            |            | Manfredo | Manfredo |           |           |           | Guinisio  | Guinisio |         | Odebrisio | Odebrisio | Linea dei De Ponte · | Linea dei De Ponte · |
|         |         |          |          |         |          |          |           |           |           |           |          |          |          |          |          |          |        |        |             |             |          |          |          |          |          |          |                                     |                                     |          |          |          |          |                                                              |                                                              |           |          |                                        |                                        |           |           |          |          |         |         |                                          |                                          |          |                                                                             |                                                                             |                |                   |               |               |           |          |           |           |           |           |          |          |            |            |          |          |           |           |           |           |          |         |           |           |                      |                      |
|         |         |          |          |         |          |          |           |           |           |           |          |          |          |          |          |          |        |        |             |             |          |          |          |          |          |          |                                     |                                     |          |          |          |          |                                                              |                                                              |           |          |                                        |                                        |           |           |          |          |         |         |                                          |                                          |          |                                                                             |                                                                             |                |                   |               |               |           |          |           |           |           |           |          |          |            |            |          |          |           |           |           |           |          |         |           |           |                      |                      |
|         |         |          | Berardo  | Berardo | Oderisio | Oderisio | Trasmondo | Trasmondo | Baldovino | Baldovino | Oderisia | Oderisia | Rainolfo | Rainolfo | Arnolino | Arnolino | Attone | Attone | Potarfranda | Potarfranda | Oderisio | Oderisio | Rainaldo | Rainaldo | Pandolfo | Pandolfo | Oderisio                            | Oderisio                            | Amanzio  | Amanzio  | Rainaldo | Rainaldo | Odorisio                                                     | Odorisio                                                     | Ponzio    | Ponzio   | Linea degli/dei Collepietro/Pagliara · | Linea degli/dei Collepietro/Pagliara · | Teodino   | Teodino   | Giovanni | Giovanni | Leone   | Leone   |                                          |                                          |          |                                                                             |                                                                             | ?              | ?                 | Berardo       | Berardo       | Gerardo   | Gerardo  | Giovanni  | Giovanni  | Gerardo   | Gerardo   | Berardo  | Berardo  | Transerico | Transerico | Salamone | Salamone | Teodino   | Teodino   | Berardo   | Berardo   | Sansone  | Sansone | Guelto    | Guelto    |                      |                      |
|         |         |          |          |         |          |          |           |           |           |           |          |          |          |          |          |          |        |        |             |             |          |          |          |          |          |          |                                     |                                     |          |          |          |          |                                                              |                                                              |           |          |                                        |                                        |           |           |          |          |         |         |                                          |                                          |          |                                                                             |                                                                             |                |                   |               |               |           |          |           |           |           |           |          |          |            |            |          |          |           |           |           |           |          |         |           |           |                      |                      |
|         |         |          |          |         |          |          |           |           |           |           |          |          |          |          |          |          |        |        |             |             |          |          |          |          |          |          |                                     |                                     |          |          |          |          |                                                              |                                                              |           |          |                                        |                                        |           |           |          |          |         |         |                                          |                                          |          |                                                                             |                                                                             |                |                   |               |               |           |          |           |           |           |           |          |          |            |            |          |          |           |           |           |           |          |         |           |           |                      |                      |
|         |         | Berardo  | Berardo  | Teodino | Teodino  |          |           |           |           |           |          |          |          |          |          |          |        |        |             |             |          |          | Gerardo  | Gerardo  |          |          | Linea degli/dei Anversa/Di Sangro · | Linea degli/dei Anversa/Di Sangro · |          |          | Teodino  | Teodino  | Linea dei Collimento e poi dei Barile/Barilla e dei Rivera · | Linea dei Collimento e poi dei Barile/Barilla e dei Rivera · | Berardo   | Berardo  |                                        |                                        | Sinibaldo | Sinibaldo |          |          |         |         |                                          |                                          |          |                                                                             |                                                                             |                |                   |               |               | Randisio  | Randisio | Roffrido  | Roffrido  | Rainaldo  | Rainaldo  | Teodino  | Teodino  | Oderisio   | Oderisio   | Berardo  | Berardo  | Baldovino | Baldovino |           |           |          |         |           |           |                      |                      |
|         |         |          |          |         |          |          |           |           |           |           |          |          |          |          |          |          |        |        |             |             |          |          |          |          |          |          |                                     |                                     |          |          |          |          |                                                              |                                                              |           |          |                                        |                                        |           |           |          |          |         |         |                                          |                                          |          |                                                                             |                                                                             |                |                   |               |               |           |          |           |           |           |           |          |          |            |            |          |          |           |           |           |           |          |         |           |           |                      |                      |
|         |         |          |          |         |          |          |           |           |           |           |          |          |          |          |          |          |        |        |             |             |          |          |          |          |          |          |                                     |                                     |          |          |          |          |                                                              |                                                              |           |          |                                        |                                        |           |           |          |          |         |         |                                          |                                          |          |                                                                             |                                                                             |                |                   |               |               |           |          |           |           |           |           |          |          |            |            |          |          |           |           |           |           |          |         |           |           |                      |                      |
| Berardo | Berardo | Oderisio | Oderisio | Teodino | Teodino  |          |           |           |           |           |          |          |          |          |          |          |        |        |             |             |          |          |          |          |          |          |                                     |                                     |          |          | Giovanni | Giovanni |                                                              |                                                              |           |          | Teodino                                | Teodino                                | Stefano   | Stefano   | Rainaldo | Rainaldo |         |         |                                          |                                          |          |                                                                             |                                                                             |                |                   |               |               |           |          | Sinibaldo | Sinibaldo |           |           |          |          |            |            | ?        | ?        |           |           |           |           |          |         |           |           |                      |                      |
|         |         |          |          |         |          |          |           |           |           |           |          |          |          |          |          |          |        |        |             |             |          |          |          |          |          |          |                                     |                                     |          |          |          |          |                                                              |                                                              |           |          |                                        |                                        |           |           |          |          |         |         |                                          |                                          |          |                                                                             |                                                                             |                |                   |               |               |           |          |           |           |           |           |          |          |            |            |          |          |           |           |           |           |          |         |           |           |                      |                      |
|         |         |          |          |         |          |          |           |           |           |           |          |          |          |          |          |          |        |        |             |             |          |          |          |          |          |          |                                     |                                     |          |          |          |          |                                                              |                                                              |           |          |                                        |                                        |           |           |          |          |         |         |                                          |                                          |          |                                                                             |                                                                             |                |                   |               |               |           |          |           |           |           |           |          |          |            |            |          |          |           |           |           |           |          |         |           |           |                      |                      |
|         |         |          |          |         |          |          |           |           |           |           |          |          |          |          |          |          |        |        |             |             |          |          |          |          |          |          |                                     |                                     |          |          |          |          |                                                              |                                                              |           |          | Crescenzio                             | Crescenzio                             |           |           | Agostino | Agostino |         |         | Odorisio                                 | Odorisio                                 |          |                                                                             |                                                                             | Matteo         | Matteo            |               |               |           | Drogone  | Drogone   |           |           |           | Tommaso  | Tommaso  | Rosalia    | Rosalia    | Teodino  | Teodino  |           |           |           |           |          |         |           |           |                      |                      |
|         |         |          |          |         |          |          |           |           |           |           |          |          |          |          |          |          |        |        |             |             |          |          |          |          |          |          |                                     |                                     |          |          |          |          |                                                              |                                                              |           |          |                                        |                                        |           |           |          |          |         |         |                                          |                                          |          |                                                                             |                                                                             |                |                   |               |               |           |          |           |           |           |           |          |          |            |            |          |          |           |           |           |           |          |         |           |           |                      |                      |
|         |         |          |          |         |          |          |           |           |           |           |          |          |          |          |          |          |        |        |             |             |          |          |          |          |          |          |                                     |                                     |          |          |          |          |                                                              |                                                              |           |          |                                        |                                        |           |           |          |          |         |         |                                          |                                          |          |                                                                             |                                                                             |                |                   |               |               |           |          |           |           |           |           |          |          |            |            |          |          |           |           |           |           |          |         |           |           |                      |                      |
|         |         |          |          |         |          |          |           |           |           |           |          |          |          |          |          |          |        |        |             |             |          |          |          |          |          |          |                                     |                                     |          |          | Berardo  | Berardo  |                                                              |                                                              |           |          |                                        |                                        |           |           |          |          | Ruggero | Ruggero | Linea degli Albe/Ocre e poi dei Celano · | Linea degli Albe/Ocre e poi dei Celano · |          | Teodino                                                                     | Teodino                                                                     |                |                   |               | Angelo        | Angelo    | Stefano  | Stefano   |           |           | Martino   | Martino  | Oderisio | Oderisio   |            |          |          |           |           |           |           |          |         |           |           |                      |                      |
|         |         |          |          |         |          |          |           |           |           |           |          |          |          |          |          |          |        |        |             |             |          |          |          |          |          |          |                                     |                                     |          |          |          |          |                                                              |                                                              |           |          |                                        |                                        |           |           |          |          |         |         |                                          |                                          |          |                                                                             |                                                                             |                |                   |               |               |           |          |           |           |           |           |          |          |            |            |          |          |           |           |           |           |          |         |           |           |                      |                      |
|         |         |          |          |         |          |          |           |           |           |           |          |          |          |          |          |          |        |        |             |             |          |          |          |          |          |          |                                     |                                     |          |          |          |          |                                                              |                                                              |           |          |                                        |                                        |           |           |          |          |         |         |                                          |                                          |          |                                                                             |                                                                             |                |                   |               |               |           |          |           |           |           |           |          |          |            |            |          |          |           |           |           |           |          |         |           |           |                      |                      |
|         |         |          |          |         |          |          |           |           |           |           |          |          |          |          |          |          |        |        |             |             |          |          |          |          |          |          |                                     |                                     |          |          | Pietro   | Pietro   |                                                              |                                                              |           |          |                                        |                                        |           |           | Berardo  | Berardo  | Oddo    | Oddo    | Annibale                                 | Annibale                                 | Pietro   | Pietro                                                                      | Martino                                                                     | Martino        |                   |               | Giacomo       | Giacomo   |          |           |           |           | Tommaso   | Tommaso  | ?        | ?          |            |          |          |           |           |           |           |          |         |           |           |                      |                      |
|         |         |          |          |         |          |          |           |           |           |           |          |          |          |          |          |          |        |        |             |             |          |          |          |          |          |          |                                     |                                     |          |          |          |          |                                                              |                                                              |           |          |                                        |                                        |           |           |          |          |         |         |                                          |                                          |          |                                                                             |                                                                             |                |                   |               |               |           |          |           |           |           |           |          |          |            |            |          |          |           |           |           |           |          |         |           |           |                      |                      |
|         |         |          |          |         |          |          |           |           |           |           |          |          |          |          |          |          |        |        |             |             |          |          |          |          |          |          |                                     |                                     |          |          |          |          |                                                              |                                                              |           |          |                                        |                                        |           |           |          |          |         |         |                                          |                                          |          |                                                                             |                                                                             |                |                   |               |               |           |          |           |           |           |           |          |          |            |            |          |          |           |           |           |           |          |         |           |           |                      |                      |
|         |         |          |          |         |          |          |           |           |           |           |          |          |          |          |          |          |        |        |             |             |          |          |          | Berardo  | Berardo  | Tommaso  | Tommaso                             | Rainaldo                            | Rainaldo | Riccardo | Riccardo | Pietro   | Pietro                                                       | Rogasiata                                                    | Rogasiata | Stefania | Stefania                               | ?                                      | ?         | Berardo   | Berardo  | Ruggero  | Ruggero |         |                                          |                                          | Paolo    | Paolo                                                                       | Costanza                                                                    | Costanza       |                   |               | Sinibaldo     | Sinibaldo |          |           |           | Leone     | Leone     | Martino  | Martino  |            |            |          |          |           |           |           |           |          |         |           |           |                      |                      |
|         |         |          |          |         |          |          |           |           |           |           |          |          |          |          |          |          |        |        |             |             |          |          |          |          |          |          |                                     |                                     |          |          |          |          |                                                              |                                                              |           |          |                                        |                                        |           |           |          |          |         |         |                                          |                                          |          |                                                                             |                                                                             |                |                   |               |               |           |          |           |           |           |           |          |          |            |            |          |          |           |           |           |           |          |         |           |           |                      |                      |
|         |         |          |          |         |          |          |           |           |           |           |          |          |          |          |          |          |        |        |             |             |          |          |          |          |          |          |                                     |                                     |          |          |          |          |                                                              |                                                              |           |          |                                        |                                        |           |           |          |          |         |         |                                          |                                          |          |                                                                             |                                                                             |                |                   |               |               |           |          |           |           |           |           |          |          |            |            |          |          |           |           |           |           |          |         |           |           |                      |                      |
|         |         |          |          |         |          |          |           |           |           |           |          |          |          |          |          |          |        |        |             |             |          |          |          |          | Ruggero  | Ruggero  | Rao                                 | Rao                                 |          |          |          |          |                                                              |                                                              |           |          |                                        |                                        |           |           |          |          |         |         |                                          |                                          | Teodino  | Teodino                                                                     |                                                                             | Matteo         | Matteo            | Giovanni      | Giovanni      | ?         | ?        | Martino   | Martino   | Rainaldo  | Rainaldo  |          |          |            |            |          |          |           |           |           |           |          |         |           |           |                      |                      |
|         |         |          |          |         |          |          |           |           |           |           |          |          |          |          |          |          |        |        |             |             |          |          |          |          |          |          |                                     |                                     |          |          |          |          |                                                              |                                                              |           |          |                                        |                                        |           |           |          |          |         |         |                                          |                                          |          |                                                                             |                                                                             |                |                   |               |               |           |          |           |           |           |           |          |          |            |            |          |          |           |           |           |           |          |         |           |           |                      |                      |
|         |         |          |          |         |          |          |           |           |           |           |          |          |          |          |          |          |        |        |             |             |          |          |          |          |          |          |                                     |                                     |          |          |          |          |                                                              |                                                              |           |          |                                        |                                        |           |           |          |          |         |         |                                          |                                          |          |                                                                             |                                                                             |                |                   |               |               |           |          |           |           |           |           |          |          |            |            |          |          |           |           |           |           |          |         |           |           |                      |                      |
|         |         |          |          |         |          |          |           |           |           |           |          |          |          |          |          |          |        |        |             |             |          |          |          |          | Filippa  | Filippa  |                                     |                                     |          |          |          |          |                                                              |                                                              |           |          |                                        |                                        |           |           |          |          |         |         |                                          | Berardo                                  | Berardo  | Barbara                                                                     | Barbara                                                                     | Giacomo        | Giacomo           | Matteo        | Matteo        | Tommaso   | Tommaso  |           |           | Angeletto | Angeletto |          |          |            |            |          |          |           |           |           |           |          |         |           |           |                      |                      |
|         |         |          |          |         |          |          |           |           |           |           |          |          |          |          |          |          |        |        |             |             |          |          |          |          |          |          |                                     |                                     |          |          |          |          |                                                              |                                                              |           |          |                                        |                                        |           |           |          |          |         |         |                                          |                                          |          |                                                                             |                                                                             |                |                   |               |               |           |          |           |           |           |           |          |          |            |            |          |          |           |           |           |           |          |         |           |           |                      |                      |
|         |         |          |          |         |          |          |           |           |           |           |          |          |          |          |          |          |        |        |             |             |          |          |          |          |          |          |                                     |                                     |          |          |          |          |                                                              |                                                              |           |          |                                        |                                        |           |           |          |          |         |         |                                          |                                          |          |                                                                             |                                                                             |                |                   |               |               |           |          |           |           |           |           |          |          |            |            |          |          |           |           |           |           |          |         |           |           |                      |                      |
|         |         |          |          |         |          |          |           |           |           |           |          |          |          |          |          |          |        |        |             |             |          |          |          |          |          |          |                                     |                                     |          |          |          |          |                                                              |                                                              |           |          |                                        |                                        |           |           |          |          |         |         | Pietro                                   | Pietro                                   | Giacomo  | Giacomo                                                                     |                                                                             | Gianuccione    | Gianuccione       |               |               |           |          |           |           |           |           |          |          |            |            |          |          |           |           |           |           |          |         |           |           |                      |                      |
|         |         |          |          |         |          |          |           |           |           |           |          |          |          |          |          |          |        |        |             |             |          |          |          |          |          |          |                                     |                                     |          |          |          |          |                                                              |                                                              |           |          |                                        |                                        |           |           |          |          |         |         |                                          |                                          |          |                                                                             |                                                                             |                |                   |               |               |           |          |           |           |           |           |          |          |            |            |          |          |           |           |           |           |          |         |           |           |                      |                      |
|         |         |          |          |         |          |          |           |           |           |           |          |          |          |          |          |          |        |        |             |             |          |          |          |          |          |          |                                     |                                     |          |          |          |          |                                                              |                                                              |           |          |                                        |                                        |           |           |          |          |         |         |                                          |                                          |          |                                                                             |                                                                             |                |                   |               |               |           |          |           |           |           |           |          |          |            |            |          |          |           |           |           |           |          |         |           |           |                      |                      |
|         |         |          |          |         |          |          |           |           |           |           |          |          |          |          |          |          |        |        |             |             |          |          |          |          |          |          |                                     |                                     |          |          |          |          |                                                              |                                                              |           |          |                                        |                                        |           |           |          |          |         |         |                                          |                                          | Caterina | Caterina                                                                    |                                                                             | Tommaso        | Tommaso           |               |               |           |          |           |           |           |           |          |          |            |            |          |          |           |           |           |           |          |         |           |           |                      |                      |

È possibile suddividere l'albero genealogico, che si presenta molto articolato e di difficile composizione, in tre parti:
- Comites Marsorum, comprendente coloro che ebbero il titolo di conte dei Marsi[18];
- ex Comites Marsorum, racchiudendo in questa espressione tutti coloro che non possedettero tale titolo e le famiglie di derivazione[18];
- quot berardinga, ovvero i figli del capostipite Berardo "il Francisco"[18].

## Stemma
Lo stemma originario della famiglia era d'oro al monte di sei cime di verde. Successivamente il motivo di tale stemma verrà modificato più volte: Teodino Berardi, figlio di Berardo, lo trasformò in due bastoni verdi nodosi posti in croce di Sant'Andrea in campo d'oro, rimasto pressoché immutato in quello del comune di Collevecchio, feudo da lui posseduto; suo fratello Oderisio aggiunse sopra al monte cimato il castello dello stemma della famiglia Castelli, cui apparteneva la moglie Gella, e sopra di esso l'aquila bianca di san Michele (poi convertita nell'arcangelo), motivo contenuto in forma simile nell'insegna dei comuni di Greccio, feudo portatogli in dote dalla consorte, e di Belmonte in Sabina; l'altro suo fratello Rainaldo aggiunse una rosa rossa al monte di sei cime di verde in campo d'oro dello stemma e poco dopo anche i due bastoni verdi nodosi posti in croce di Sant'Andrea, il che lo rende simile agli stemmi dei comuni di Contigliano e Poggio Bustone, feudi posseduti dalla sua famiglia; infine, più avanti negli anni, Tommaso Berardi, dopo la sua nomina a Gran maestro dell'Ordine templare, ne adotterà uno proprio. Molti comuni della provincia di Rieti presentano nei loro stemmi tali "carichi", atti a testimoniare il loro comune antico legame con la famiglia dei Berardi. Quanto al primissimo stemma dei Berardi, è possibile ipotizzare la sua origine da quello della famiglia Camponeschi, pressoché identico. Pipino/Linduno dei Carolingi, detto "il Giovane", padre del fondatore della casata Berardo "il Francisco", aveva sposato nel 910 la contessa Doda dei Marsi, il cui nome della famiglia di appartenenza non viene mai specificato dalle fonti, figlia di Berengario e nipote di Adalberto. È possibile che quest'ultimo o il precedente sia stato strettamente imparentato con un Lalle vissuto nell'anno 893, primo membro della famiglia Camponeschi ad essere documentato nelle fonti. Inoltre quella dei Camponeschi è l'unica famiglia di cui si ha notizia prima del fondatore marsicano Berardo "il Francisco" dal quale si originarono via via tutte le famiglie discendenti da quella dei Berardi; in tal modo i luoghi e i tempi di origine delle due famiglie verrebbero grossomodo a coincidere, con la famiglia Camponeschi che deriverebbe per via di donna da quella dei Berardi, in maniera piuttosto simile a quanto accaduto in seguito a quella dei De Ponte. I monti dello stemma dei Berardi ripresi dal blasone dei Camponeschi costituivano l'arme di un capitano siciliano di nome Ruggero Largaspada, detto "il Superbo", e nel 1159 furono concessi dal re Guglielmo il Malo al condottiero Nardino Camponeschi dopo che questi lo aveva ucciso in battaglia. Nello stemma originario dei Berardi il colore oro del campo simboleggerebbe, tra i suoi attributi, la ricchezza, la potenza e la fede, mentre i monti (o cime) farebbero riferimento a possedimenti montani, con il verde che alluderebbe alla vittoria e al vigore.

## Membri principali
- Berardo "il Francisco" Berardi, il capostipite[28];
- Attone Berardi, vescovo[29];
- Oderisio Berardi, abate e cardinale, venerato come santo dalla Chiesa cattolica[30];
- Giovanni Berardi, cardinale[31];
- Leone Berardi, detto il Cardinale Ostiense, cardinale e vescovo, noto per aver composto la Chronica sacri monasterii casinensis[32];
- Berardo Berardi, cardinale e vescovo, venerato come santo dalla Chiesa cattolica[33];
- Rosalia Berardi, venerata come santa dalla Chiesa cattolica[34];
- Giovanni Berardi, monaco, noto per aver composto il Chronicon Casauriense[35];
- Pietro Berardi, conte di Albe, Celano e Civitate, signore di Vairano e Venere, capitano e gran giustiziere della Puglia, della Terra di Lavoro e del Regno di Sicilia[7];
- Tommaso Berardi, conte di Albe, Celano e Molise[8];
- Tommaso Berardi, militare, Gran maestro dell'Ordine templare[36].